# Marius Bezykornovas
Marius Bezykornovas (ur. 22 sierpnia 1976 w Kibartach) – litewski piłkarz, od początku 2012 roku grający w klubie FK Šiauliai. Występuje na pozycji pomocnika. W reprezentacji Litwy zadebiutował w 1997 roku. W latach 1997–2003 rozegrał w niej siedem spotkań, w których zdobył dwie bramki.